# L'Illusion du bonheur
Pour plus de détails, voir Fiche technique et Distribution.
L'Illusion du bonheur (We Can't Have Everything) est un film américain réalisé par Cecil B. DeMille, sorti en 1918.

## Synopsis
Un couple marié tente  tant bien que mal de se démêler de leur mariage pour être avec celui qu'il aime vraiment.

## Fiche technique
- Titre original : We Can't Have Everything
- Titre français : L'Illusion du bonheur
- Réalisation : Cecil B. DeMille
- Scénario : William C. de Mille d'après le roman de Rupert Hughes
- Direction artistique : Wilfred Buckland
- Photographie : Alvin Wyckoff
- Montage : Anne Bauchens et Cecil B. DeMille
- Pays d'origine : États-Unis
- Format : Noir et blanc - 1,33:1 - Film muet
- Genre : comédie dramatique
- Durée : 60 minutes
- Date de sortie : 1918

## Distribution
- Kathlyn Williams : Charity Coe Cheever
- Elliott Dexter : Jim Dyckman
- Wanda Hawley : Kedzie Thropp
- Sylvia Breamer : Zada L'Etoile
- Thurston Hall : Peter Cheever
- Raymond Hatton : Marquis de Strathdene
- Tully Marshall : le directeur
- Theodore Roberts : le sultan
- James Neill : Détective
- Ernest Joy : Heavy
- William Elmer : Props
- Charles Ogle : le père de Kedzie
- Sylvia Ashton : la mère de Kedzie